# 下石门马氏祠堂
下石门马氏祠堂，位于山西省临汾市翼城县隆化镇下石门村东，建于清代。 
1987年8月20日，下石门马氏祠堂公布为翼城县文物保护单位。